# 5e régiment de dragons (France)
Pour les articles homonymes, voir 5e régiment.
Le 5e régiment de dragons (ou 5e RD) est une unité de cavalerie de l'armée française, créé sous la Révolution à partir du régiment Colonel-Général dragons, un régiment de cavalerie français d'Ancien Régime.
Dissous en 2003, il est recréé le 12 juillet 2016, dans le cadre de la remontée en puissance de l'Armée de terre (« Au contact »). Il devient un régiment unique en France, régiment de chars, il comprend aussi deux compagnies d'infanterie et une compagnie mixte artillerie-génie. Il est le seul régiment pleinement interarmes en France en tant que « préfigurateur » du GTIA Scorpion. Il appartient à nouveau à la 7e brigade blindée au sein de la 1re division.

## Création et différentes dénominations
Filiation
- 1668 : Régiment Colonel-Général des Dragons (formé par le dédoublement des Dragons étrangers du Roi)
- 1791 : 5e régiment de dragons
- 1814 : Régiment des dragons du Dauphin (no 3)
- 1815 : 5e régiment de dragons
- 1816 : Régiment des dragons de l'Hérault (no 5)
- 1825 : 5e régiment de dragons
- 1928 : dissous
- 1929 : recréé à partir du 6e groupe de chasseurs cyclistes (6e DC), en reprenant les traditions du 5e dragons, sous le nom de 5e bataillon de dragons portés
- 1939 : 5e régiment de dragons portés
- 1940 : devient 5e régiment de dragons
- 1942 : dissous
- 1945 : 5e régiment de dragons, recréé à partir des escadrons de reconnaissance de la 27e division alpine
- 1946 : dissous
- 1948 : 5e régiment de dragons
- 1964 : dissous et immédiatement recréé à partir du 7e régiment de chasseurs d'Afrique
- 1978 : dissous et immédiatement recréé à partir du 30e régiment de dragons
- 2003 : dissolution le 30 juin 2003
- 2009 : le centre d'entraînement au combat (CENTAC) reprend les traditions du 5e dragons et prend le nom de CENTAC - 5e régiment de dragons
- 2016 : recréation le 12 juillet 2016

### Monarchie française

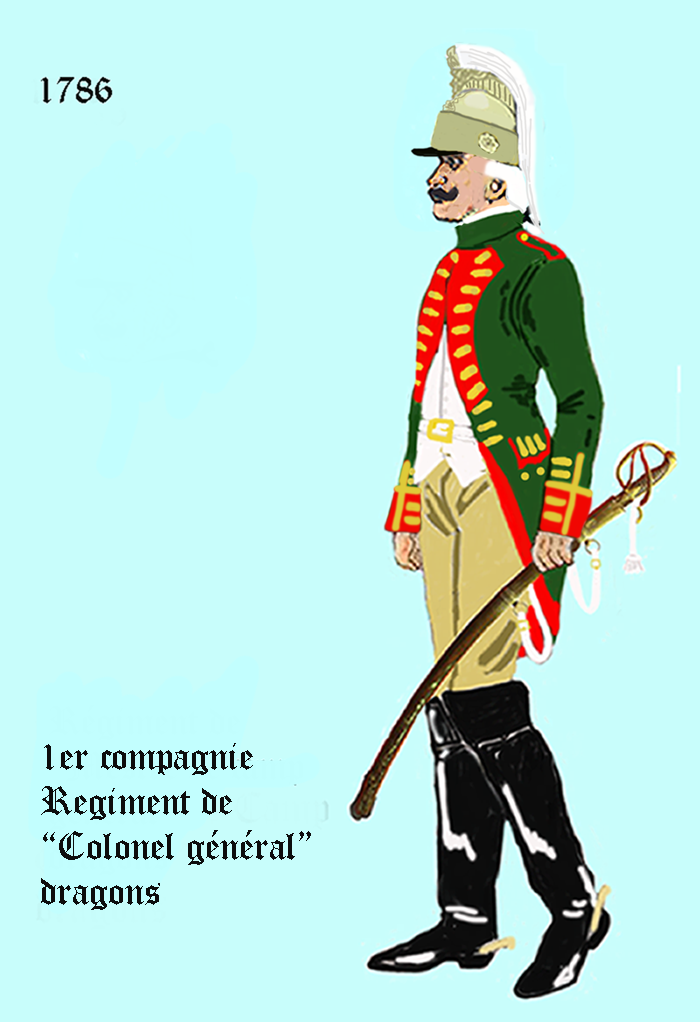
Compagnie du colonel - Régiment Colonel-Général dragons de 1786.

## Historique des garnisons, campagnes et batailles

### Guerres de la Révolution et de l'Empire
- Elle ne cite pas suffisamment ses sources. Vous pouvez indiquer les passages à sourcer avec {{référence nécessaire}} ou {{Référence souhaitée}}, et inclure les références utiles en les liant aux notes de bas de page. (Marqué depuis juin 2021)
- Elle contient une ou plusieurs listes. Le texte gagnerait à être rédigé sous la forme d’un ou plusieurs paragraphes synthétiques, afin d’être plus agréable à lire. (Marqué depuis juin 2021)
- Son texte doit être wikifié : il ne correspond pas à la mise en forme Wikipédia (style, typographie, liens internes, liens entre les wikis, etc.). (Marqué depuis juin 2021)

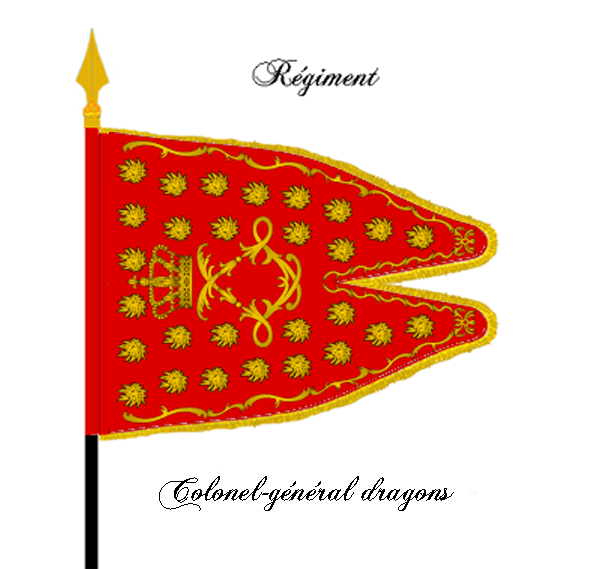
Guidon du régiment de 1791.

Le 5e régiment de dragons a fait les campagnes de 1792 et 1793 à l’armée du Nord ; 1794 à l’armée des Ardennes.

Campagnes des ans IV et V à l’armée d'Italie ; an VI aux armées d’Italie et de l’Ouest ; an VII à l’armée de l’Ouest ; an VIII à l’armée de réserve ; an IX et X au corps d’observation de la Gironde. Faits d’armes : affaire de Primolano et combat de Bassano, les 7 et 8 septembre 1796. Combat de Clausenne et prise du fort de Cavallo.
Campagnes des ans XIII et XIV au 2e corps de réserve de la cavalerie de la Grande Armée ; 1806 au 4e corps de réserve de cavalerie ; 1807 au corps d’observation de la Gironde ; 1808 aux armées de Portugal et d’armée d’Espagne ; 1809 à l’armée d’Espagne et au corps de cavalerie de réserve de l’armée d’Allemagne ; de 1810 à 1812 à l’armée d’Espagne ; 1813 à l’armée d’Espagne et au 10e corps de la Grande Armée (3e de cavalerie) ; 1814 au 6e corps de cavalerie et garnison de Dantzig ; 1815 au 2e corps de cavalerie.
- 1792-1797 : Première Coalition le 5e régiment de dragons est rattaché à l'Armée du Nord et à l'armée de Belgique
- 1792 :
  - Bataille de Valmy,
  - Combat de Quiévrain
  - Bataille de Jemappes
- 1793 :
  - Bataille de Neerwinden (1793)
- 1793 :
  - Bataille de Wattignies
- 1794-1795 : le 5e dragons est rattaché aux Armées des Ardennes et de Sambre-et-Meuse.
- 1796-1797 : rattaché à l'Armée d'Italie le 5e RD participe à la Campagne d'Italie (1796-1797) :
- 1796 :
  - Bataille de Mondovi
  - Bataille de Castiglione
  - Bataille de Bassano
- Campagne d'Italie (1799-1800)
- 1799 :
  - Prise de Crémone
- 1800 :
  - Bataille de Marengo
- 1805 : Campagne d'Autriche (1805)
  - Bataille de Wertingen
  - 2 décembre : Bataille d'Austerlitz
- 1806-1807 : campagne de Prusse et de Pologne
- 1806 :
  - Bataille de Nasielsk
  - 8 février 1807 : Bataille d'Eylau
- 1807 :
  - Bataille de Friedland
  - Corps d'observation de la Gironde
- 1808 : Armée de Portugal - Guerre d'indépendance espagnole
- 1809 : Guerre d'indépendance espagnole
  - Bataille d'Almonacid
  - Bataille d'Ocaña
- 1813 : Guerre d'indépendance espagnole
  - Bataille de Vitoria
- 1813 : Campagne d'Allemagne
  - 16-19 octobre : Bataille de Leipzig
- 1814 : Campagne de France (1814)
  - Bataille de Craonne
  - Bataille de Fère-Champenoise (1814)

Après le retour de Louis XVIII, le 5e régiment de dragons prend le nom de régiment de dragons du Dauphin, no 3. Il reprend son nom d'origine au retour de Napoléon,.
- 1815 : Campagne de Belgique de 1815
  - Bataille de Ligny
  - Bataille de Waterloo
  - Bataille de Rocquencourt

### De 1815 à 1848

Uniforme des dragons de l'Hérault en 1818.

Le régiment devient en 1816 le régiment des dragons de l'Hérault, caserné à Carcassonne. En 1823, il est engagé dans l'expédition d'Espagne, où il est engagé à Carthagène puis à la capitulation d'Alicante en novembre.
Renommé 5e régiment de dragons en 1825, il participe en 1831 à la campagne des Dix-Jours en Belgique et au siège d'Anvers.

### Second Empire
Le régiment change régulièrement de garnison sous le Second Empire. En 1870, il est à Landrecies.
Lors de la guerre franco-prussienne de 1870 le 5e régiment de dragons est rattaché à l'Armée du Rhin, commandée par le général Bazaine. Il participe à la bataille de Forbach-Spicheren, à la bataille de Borny et à la bataille de Rezonville. Assiégé à Metz avec le reste de l'armée, le régiment participe à la bataille de Noisseville. Abandonnant leurs chevaux pour nourrir la garnison, les dragons combattent à pied.
En parallèle, un 5e régiment de marche de dragons est créé à Angers. Rattaché à l'armée de l'Est du général Bourbaki, ce régiment participe à la bataille d'Héricourt mais est interné en Suisse en février 1871.

### De 1871 à 1914

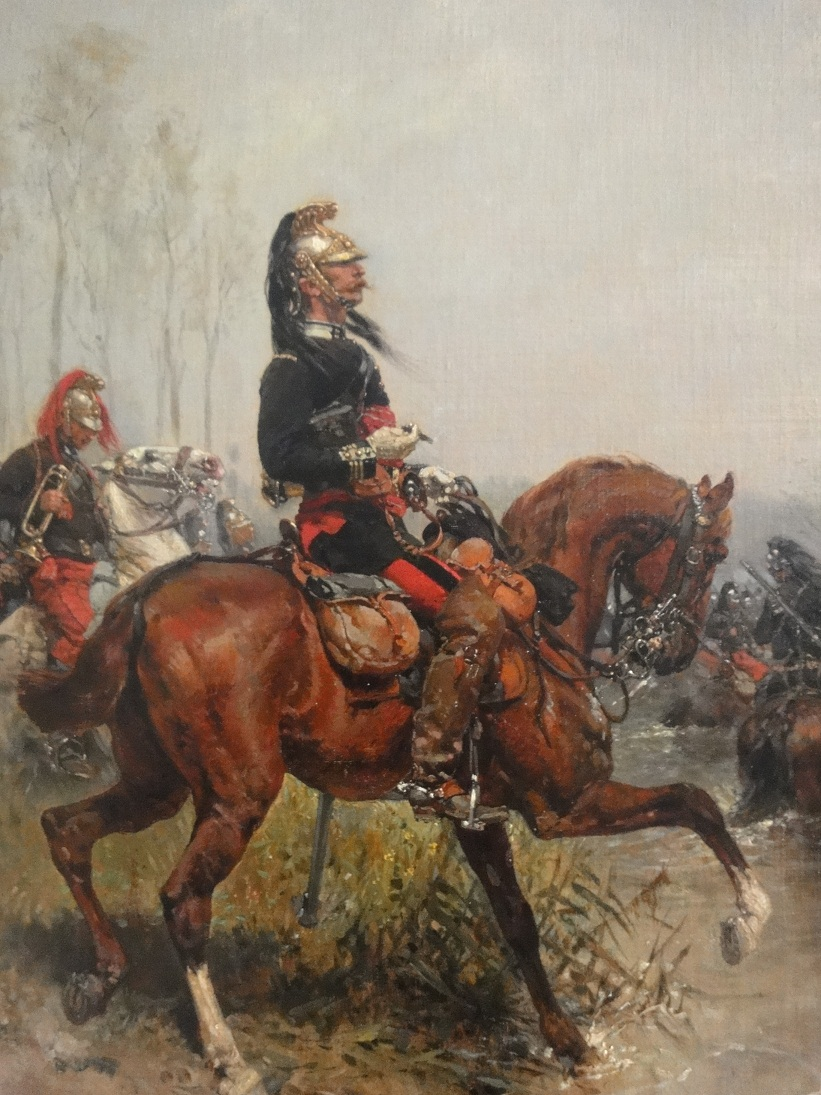
Alphonse de Neuville, Officier de Dragons traversant une rivière (1878).

Le 10 mai 1871, les restes du 5e dragons et du 5e dragons de marche fusionnent à Angoulême.
De 1871 à 1873, le régiment prend garnison au camp de Graves, à Abbeville et à Amiens[réf. nécessaire]. En 1873, il rejoint Saint-Omer[réf. nécessaire] puis Compiègne en 1885.

### Première Guerre mondiale

#### Ordre de bataille initial
Pendant toute la durée de la guerre, il forme la 13e brigade de dragons avec le 21e régiment de dragons rattachée à la 3e division de cavalerie du général Lastour. Le 31 juillet 1914, le 5e régiment de dragons est affecté au corps de cavalerie Sordet.

#### 1914

##### août
Le 25 juillet 1914, sous le colonel Dauvé, le 5e régiment de dragons se prépare pour les manœuvres d'août quand la menace allemande surgit. Dès le 27 juillet, les officiers sont rappelés et le régiment se mobilise. Le 31 juillet à 18h15, il est prêt et reçoit l'ordre de prendre position. Composé de cavaliers principalement de Picardie, de l'Oise, et du Nord, avec des Parisiens et des Bretons, le régiment possède des chevaux en bonne condition. Entre le 31 juillet et le 1er août, ils quittent Compiègne, acclamés par la population, et partent en train pour Aubenton, près d'Hirson.
Le régiment débarque dans une région au sud des forêts bordant la frontière belge, près de la trouée de Chimay, où se concentre le corps de cavalerie du général Sordet dont faisait partie la division du régiment. Après trois jours de cantonnement et de surveillance de la frontière, le 5e régiment de dragons quitte Aubenton pour Vivier-au-Court, près de Sedan, où le général Sordet établit son quartier général pour le corps de cavalerie (C. C.).
Le 6 août, la force de cavalerie pénètre en territoire belge et s'engage dans un raid en Belgique avec pour mission de reconnaître et de retarder les forces allemandes. Le 5e régiment de dragons, en tête de la 3e division de cavalerie, suit la vallée de la Semoy et traverse Bouillon. Après avoir cantonné à Mogimont, le régiment reprend sa progression vers le nord, avec le 4e escadron détaché en reconnaissance vers Dinant.
Le 8 août, le C.C. se rassemble à Ciney et se met en marche sur Liège, dans le cadre de la bataille en cours. La 3e D.C. étant couverte sur son flanc gauche par un peloton du 5e Dragons. Ce dernier souhaite engager le combat, mais à 20h la division reçoit l’ordre de se replier vers le sud-ouest. Le régiment arrive aux Avins dans la nuit, après avoir parcouru près de 90 kilomètres. Le 9 août, il continue de se replier vers le sud, et le régiment rentre à Pondrôme après avoir parcouru 160 kilomètres en deux jours.
Après une journée de repos, le corps de cavalerie est envoyé vers Neufchâteau-Libramont en raison d'une présence signalée de forces allemandes. La division et son régiment cantonnent le 11 au nord de Paliseul, puis le 12 à Recogne, un nœud ferroviaire important. Le 13, le repli se poursuit vers le nord-ouest jusqu’à Fays-Famenne. Des patrouilles allemandes notables dans la région entraînent des accrochages avec le régiment. Un peloton est poursuivi par le 6e régiment de hussards allemands jusqu’à Sohier où il est finalement décimé par le 21e régiment de dragons, résultant en la première perte du régiment.
Le 14 août, le régiment affronte l'ennemi entre Daverdisse et Redu, subissant des pertes. Il rejoint ensuite Honnay et traverse la Meuse à Hastière après une marche de 50 kilomètres. Le 16 et 17, il bivouaque à Sombreffe et Ligny. Le 18, après une forte cannonade, il se dirige vers Orbais et effectue des reconnaissances au nord-est.
Le 19 août, l’unité de cavalerie gagne Fleurus. Le peloton du lieutenant de Pracomtal subit également des pertes lors d'une reconnaissance vers Hannut et Jodoigne. Le 20 août, le régiment se positionne derrière le canal de la Sambre à Courcelles et Motte. Le 21 et le 22 la retraite continue et le 5e dragons bivouaque au hameau des Haies-de-Cousolre, à une dizaine de kilomètres à l’est de Maubeuge.
Du 23 août au 4 septembre, le régiment couvre l’armée française en retraite après la défaite de Charleroi. Dès le 23 août, il défend les ponts de la Sambre et protège le repli de l'infanterie. Le 26 août, au matin, le corps de cavalerie se rassemble pour engager le combat sur la route de Cambrai-Le Cateau mais finalement il repasse le pont de Masnières. Le régiment se poste à Fins, 15 km au sud-ouest entre Cambrai et Péronne. Le 27, le régiment, continue sa retraite et se positionne avec sa division à Péronne pour s’établir au niveau de la Somme .
Le 28 août, le régiment protège le repli des chasseurs alpins. Le régiment, précédé de reconnaissances d'officiers, avance rapidement en ligne de colonnes, avec le 4e escadron en avant-garde. Le 3e escadron se déploie en tirailleurs près d'Assevillers, tandis que les autres escadrons assistent les alpins dans leur dégagement. Malgré l'obscurité et les tirs d'artillerie, les alpins sont ramenés en ordre à Estrées. À 20 heures, le régiment se dirige vers Vrély, laissant un peloton du 4e escadron sur place pour rallier les traînards.
Le 29 août, le régiment est à cheval dès 6 heures afin de perturber l’avancée des troupes allemandes. La 13e brigade de dragons tient la crête entre Méharicourt et Rosières-en-Santerre, avec le 1er demi-régiment du 5e régiment de dragons en combat à pied. Un engagement d'artillerie intense a lieu, et le 1er demi-régiment occupe ensuite le village de Vrély. À 15h30, la 3e Division de Cavalerie se replie à nouveau, et le régiment traverse l'Avre pour cantonner à Merville-au-Bois.
Le 30 août, alors que l’unité de cavalerie est en repos, elle doit se diriger en toute urgence vers l’Avre pour tenir les ponts de Moreuil (1er escadron), et de Castel (2e escadron) et envoie quelques unités en reconnaissance de l’autre côté de la rivière. Si quelques accrochages ont lieu, l’ennemi ne tente pas d’attaque importante sur le secteur. Le régiment rallie la division pour continuer la retraite vers le sud-ouest et arrive à Esquennoy le soir et à La Vallée et Abbécourt le 31. La brigade couvre la gauche de la 6e armée dans son repli.

##### septembre
Le 1er septembre 1914, le 5e régiment de dragons poursuit son mouvement de repli avec le corps de cavalerie, chargé de couvrir la gauche de la 6e armée. Il atteint les localités de Vallangoujard et Mézières, puis franchit la Seine à Meulan le 2 septembre, avant de cantonner à Bazemont. Le régiment y bénéficie de quelques jours de repos.
L'escadron du capitaine Petiet est détaché au sein d’une division de cavalerie provisoire. Dès le début de la retraite, cet escadron a mené des actions d’observation et de harcèlement contre les colonnes allemandes. Le lieutenant Clergues, envoyé en reconnaissance, parvient à transmettre des renseignements précieux malgré plusieurs encerclements. Le peloton du lieutenant Lesourd, engagé à proximité d’Andechy, essuie un feu nourri de mitrailleuses au cours d’une mission de fourrageage, perdant deux cavaliers.
La division provisoire progresse ensuite vers Roye et Estrées-Saint-Denis, franchit l’Oise à Pont-Sainte-Maxence et établit une liaison avec la cavalerie britannique. Elle livre un combat à Verberie le 1er septembre, ralentissant l’avance allemande, puis cantonne dans la région de Mortefontaine. Là, les escadrons des 5e et 21e régiment de dragons, attaqués de nuit et coupés de leurs lignes, parviennent à rallier le C.C. aux portes de Paris.
Le 5 septembre, le corps de cavalerie reçoit l’ordre de se porter à l’est de Paris et le 5e régiment de dragons se retrouve près de Versailles. Il traverse Paris le 6, salué par la population parisienne. Le régiment cantonne à Aulnay-sous-Bois et se remet en route dès l’aube du 7, en vue d'être engagé au combat.
Dans le cadre bataille de la Marne, le C.C. est chargé de couvrir la gauche de la 6e armée. Le 7 septembre, un premier engagement a lieu à l’ouest de Chevreville, suivi de l’attaque de Betz par la 3e division de cavalerie. Les combats se poursuivent jusqu’à la nuit, et les unités bivouaquent près de Nanteuil. Le 5e dragons atteint Peroy-les-Gombries vers 23 h. Privés de vivres, les hommes bivouaquent avec leurs chevaux, qu’ils tentent d’abreuver tant bien que mal.
Le 8 septembre, le C.C. se porte sur Betz. Des reconnaissances sont lancées jusqu’aux lisières de la forêt de Villers-Cotterêts, où le régiment subit des pertes. Deux escadrons du 5e dragons sont engagés à Bargny, mais doivent se replier sous la pression allemande. Le régiment bivouaque ensuite à Ormoy-Villers, sur un site récemment occupé par les hussards allemands.
Le 9 septembre, le C.C., réduit à la 1re division de cavalerie et à la 13e brigade de dragons, est redéployé face à une colonne allemande venant du nord. Le 5e dragons, en avant-garde, attaque Rosières à pied avec l’appui de l’artillerie. L’ennemi est chassé du village au prix de pertes sensibles, dont le lieutenant de Roubin et le maréchal des logis Deleu. Le régiment s’établit sur les hauteurs à l’ouest, d’où il contribue à repousser une tentative de flanc ennemie. Malgré l’encerclement, la division parvient à se dégager au cours d’une marche nocturne par Senlis et la forêt d’Ermenonville. Le 5e dragons cantonne à Ver-sur-Launette dans la nuit du 9 au 10 septembre.
Le 10, après les obsèques des officiers tombés, le régiment reçoit l’ordre de gagner Luzarches, mais des reconnaissances signalent une retraite allemande. Le régiment atteint Senlis dans la nuit, découvrant une ville en partie détruite et pillée. Le 11, il repart vers le nord et le 12 septembre, il franchit l’Oise à Verberie et progresse en flanc-garde, tandis que des éléments ennemis sont aperçus près de Compiègne.
Dans la nuit du 12 au 13 septembre, le régiment cantonne à Wacquemoulin, détachant des éléments à Saint-Maur et Belloy. Au matin, ces patrouilles entrent en contact avec l’ennemi, mais parviennent à se dégager. Le 13, le C.C. progresse vers Tricot, et une division provisoire commandée par le général Léorat est envoyée à l’est de Montdidier. Le 5e dragons cantonne à Andechy.
C’est là que l’ordre du jour du général Maunoury, annonçant la victoire de la Marne, est lu au régiment. À la suite de ces combats victorieux le régiment a l’honneur d’inscrire L’Ourcq 1914 sur son étendard.
Le 14 septembre 1914, la 13e brigade de dragons est de nouveau rattachée à la 1re division de cavalerie forme l'avant-garde de cette division. Le régiment marche en tête sur l'itinéraire Bouchoir, Vrély et Rosière. Elle continue sont mouvement vers le nord pour couvrir sa division. Le régiment envoie plusieurs détache plusieurs éléments en sureté. Le 15, le corps de cavalerie se dirige vers le nord-est en deux colonnes pour engager le combat avec l'armée allemande entre la Somme et l'Oise.
Le 16, la brigade est rattachée à la 5e division et s'établit à 9 heures au nord d'Hargicourt. Elle forme l'arrière garde de la division, en repli du corps de cavalerie, qui tente des destructions vers la gare de Saint-Quentin. Le soir, le 5e régiment de dragons s'installe en cantonnement d'alerte à Templeux-le-Guérard, avec un escadron (le 4e) en sûreté à Hargicourt. Le lendemain matin, la brigade se porte de nouveau vers Saint-Quentin.
À 13 h 45, la 13e B.D., toujours attachée à la 5e D.C., reçoit la mission d'attaquer le village d'Étreillers. Elle tourne ce village par le nord et, devant cette menace, appuyée par la batterie Chapuis du groupe de la 3e D.C., l'ennemi bat en retraite sur Saint-Quentin en utilisant le chemin de fer à voie étroite. Le régiment apprend alors la mort du général Bridoux, commandant le C.C. Le 5e dragons regagne Driencourt dans la nuit et y séjourne deux jours.
Le 18 septembre, dans après-midi, le 4e escadron va fouiller le bois de Tincourt et en chasser quelques isolés. Le 19 au matin, deux reconnaissances (lieutenant de Corny et lieutenant de Orsetti) sont envoyées vers le nord en direction de Manancourt. Elles ramènent un certain nombre de chevaux abandonnés par les Allemands. À 17 heures, un espion autrichien, arrêté quelques jours auparavant et condamné à mort par le conseil de guerre de la 1re D.C., est fusillé par un peloton du 5e dragons. Enfin, dans la soirée, la 13e B.D. reçoit l'ordre de rallier la 3e D.C. dans la région de Montdidier.
Le train régimentaire (T.R.) rompt d'abord, escorté par le 4e escadron, tandis que le 3e escadron va cantonner à Chuignes, d'où il doit partir en découverte vers Chaulnes le lendemain matin. Dans le cadre du début de la course à la mer, le reste du régiment quitte Driencourt dans la nuit, repasse la Somme à Péronne, et se dirige vers le sud-ouest, précédé d'une reconnaissance d'officier (sous-lieutenant d'Yanville) sur Rosières et Bouchoir. À 17 h 30, le régiment, rallié par son T.R., arrive à Bayonvillers et détache le 1er escadron en sûreté à Harbonnières, d'où l'on aperçoit de nombreuses patrouilles ennemies surveillant la voie ferrée vers le sud-est. Pendant ce temps, le 3e escadron a exécuté sa mission sur Chaulnes, détachant une reconnaissance d'officier (sous-lieutenant de Monclin) et des patrouilles qui signalent de nombreux éléments de cavalerie ennemie dans la région.
Le 21 septembre, dès l'aube, la 13e B.D. reprend son mouvement, avec, à l'avant-garde, le 5e dragons, qu'a rejoint le 1er escadron après une nuit passée au contact immédiat d'éléments ennemis. Par Hangest, La Neuville-Sire-Bernard, il passe l'Avre et atteint Coullemelle pour cantonner. Un ordre du jour vient confirmer les succès obtenus depuis quinze jours par les armées françaises. La marche est reprise le 22 septembre et, après avoir contourné Montdidier par le sud, la brigade arrive à Boulogne-la-Grasse. Le 23 septembre, enfin, la 13e B.D., accompagnée de sa batterie, rejoint à midi, au sud de Liancourt, la 3e D.C., dont elle était détachée depuis le 9 septembre. La division se porte aussitôt sur Hyencourt-le-Grand, le C.C., dont le commandement vient d'être donné au général Conneau, ayant reçu l'ordre de gagner le sud-est de Chaulnes. À la nuit, le 5e dragons se rabat vers l'ouest et s'installe en cantonnement d'alerte à Méharicourt.
Le 24 septembre, le C.C., qui a pour mission de couvrir le flanc gauche du 4e corps d'armée, envoie la 3e D.C. par le nord de Lihons vers Hyencourt-le-Grand. Le 1er escadron du 5e dragons (capitaine Compagnon) doit prendre à Pertain la liaison avec le 4e C.A. En même temps, une reconnaissance d'officier (lieutenant Morel) est poussée vers l'est au-delà de la voie ferrée. Le 1er escadron est accueilli, à Omiécourt, à coups de fusil. Pertain est également occupé par l'ennemi, la reconnaissance est écartée de la voie ferrée par une vive fusillade qui blesse mortellement le maréchal des logis Parmentier.
C'est dans ces conditions qu'à 8 h 35, le 5e dragons reçoit l'ordre d'occuper Omiécourt. Le 2e escadron (capitaine Massieu), en avant-garde, ne peut pénétrer dans le village et s'établit au combat à pied face aux lisières nord et ouest, prolongé sur sa droite par le 2e demi-régiment (commandant de Beauvoir). À ce moment, les mitrailleuses ennemies, établies dans les greniers du village, prennent sous leur feu les combattants à pied, en particulier les 3e et 4e escadrons. Des balles vont jusqu'au groupe des chevaux, qui se débandent. Grâce au sang-froid des officiers et des gradés, le désordre qui en résulte est de courte durée, et le régiment, qui a subi des pertes légères (1 tué et 1 blessé), reçoit l'ordre de se retirer jusqu'aux lisières de Chaulnes, qui sont tenues au sud et au sud-est par le 3e escadron, que vient appuyer vers le nord et le nord-ouest le 1er demi-régiment. Au milieu de l'après-midi, le régiment est porté au sud de Lihons, tandis que la 3e D.C. marche sur Hallu. La liaison est prise avec les premiers éléments du 14e C.A.. Un escadron du 5e dragons coopère avec le 21e dragons à l'occupation de Maucourt. À la nuit, trois compagnies de chasseurs alpins viennent occuper Chilly et Maucourt, et la 3e D.C. part pour ses cantonnements. Le 5e dragons passe la nuit à Méharicourt, à quelques kilomètres seulement.
Le 25 septembre, la 3e D.C. rompt dès l'aube, avec mission de tenir le front Fouquescourt-Parvillers entre les 4e et 14e C.A., jusqu'à l'entrée en ligne du 20e C.A. La 13e B.D. s'établit en réserve à Rouvroy, avec un escadron (1er du 5e dragons) en soutien de l'artillerie de la division, qui bombarde Fouquescourt, occupé par une brigade d'infanterie allemande. À 9 h 30, arrive en renfort, la 39e division d'infanterie du 20e C.A. La 3e D.C. reste encore en place jusque vers 11 heures et se porte alors à l'ouest de Méharicourt, pour appuyer les trois compagnies de chasseurs alpins qui ont dû évacuer Maucourt sous une forte poussée de l'ennemi. Le 1er demi-régiment du 5e dragons organise une position de repli sur la crête nord-est de Méharicourt. Le régiment passe la nuit à Vrély, et dès l'aube du 26, il est à ses emplacements de la veille au soir.
Le 1er demi-régiment prend position sur la crête au nord-est de Méharicourt, tandis que le 2e demi-régiment participe à 10 h 30 à l'attaque de Maucourt-Chilly, aux côtés de trois compagnies de chasseurs alpins et un escadron du 8e régiment de hussards. Le 3e escadron du 5e dragons attaque à pied par le nord de Méharicourt, se plaçant à gauche des hussards, tandis que le 4e escadron soutient le groupe de mitrailleuses divisionnaire. Le 3e escadron progresse jusqu'à 300 mètres de Maucourt, mais est stoppé par le feu nourri des mitrailleuses ennemies. Le 4e escadron, appuyé par les mitrailleuses divisionnaires, pénètre dans le village à la suite de l'offensive des alpins. Cependant, Chilly reste imprenable. À 17 heures, l'ennemi tenant toujours ses positions et ayant même occupé Chaulnes, le général commandant la division d'infanterie, dont le QG est établi à Lihons, ordonne l'arrêt de l'attaque. Le 5e dragons se replie pour cantonner à Méharicourt à la tombée de la nuit. Un peloton par escadron est détaché pour occuper des tranchées en soutien des alpins. Malgré la rudesse des combats, le régiment subit des pertes légères. Le lendemain matin, les quatre escadrons tiennent les tranchées situées à l'est et au nord des lisières de Méharicourt, jusqu'à leur relève dans la matinée par le 21e dragons. Le 5e dragons reprend alors ses positions de la veille, avec pour mission de tenir la ligne face à Chilly, avant de retourner cantonner à Méharicourt pour la nuit
Le 28 septembre, les mêmes positions sont réoccupées et maintenues sous un bombardement relativement intense. En fin de journée, le 9e régiment de hussards et des éléments d'infanterie du 20e corps d'armée relèvent la 13e brigade de dragons dans ses tranchées. Cette dernière, via Vrély, Cayeux-en-Santerre, Hangard, se dirige vers l'ouest jusqu'à la vallée de la Luce. Le 5e dragons cantonne à Domart-sur-la-Luce, où il ne bénéficie que d'une courte nuit pour se remettre des fatigues accumulées. Néanmoins, le régiment peut se féliciter d'avoir largement contribué à contenir l'ennemi, en attendant l'arrivée des divisions de renfort. Dans le cadre de ces combats, le régiment avec sa brigade est cité à l'ordre de la division du général Lastours le 29 septembre.
Le 29, la division du 5e régiment de dragons se déploie 30 kilomètres plus au nord et se met à la disposition de la 2e armée. Elle se rassemble à 9h30 au sud de Varennes puis se porte au nord d'Acheux où elle s'établie en halte gardée. Après, un cantonnement à Bertrancourt, le 3e division repasse sous le commandement du corps de cavalerie avec pour mission de protéger de protéger Arras. Elle s'établie donc au nord sur le front Moyenneville-Hamelincourt en liaison avec une division d'infanterie territoriale et la 5e D.C. À Moyenneville, les combats s'engagent pour la prise du village entre le 2e demi-régiment et les forces allemandes. Le 1er demi-régiment avec le 21e dragons tient, de son côté, les lisières de Boisleux-au-Mont. En fin de journée, les unités du 5e dragons sont relevés par des éléments de la 10e division de cavalerie. Le régiment positionne son cantonnement à proximité d'Arras, à Agny.

##### octobre
Le 1er octobre 1914, alors que le corps de cavalerie couvre Arras vers l'est, le 5e régiment de dragons se tient en réserve à Wancourt, en appui du 21e dragons. Relevé dans la soirée par des bataillons alpins, il cantonne à Willerval.
Le 2 octobre, le régiment est engagé pour défendre le plateau de Monchy-le-Preux, entre le Cojeul et la Scarpe dans le cadre de combat lors de la bataille d'Arras. Il se déploie face à l’ennemi en position avancée près de Fampoux, dans des champs sans couverture. Les escadrons du 5e dragons essuient un bombardement nourri, qui coûte notamment la vie au capitaine de Puyfontaine et au maréchal des logis-chef Robert. Malgré les pertes, le régiment tient ses positions jusqu’au soir avant de se replier vers Acq. Le 3 octobre, la division se rassemble au sud d’Avion où le corps de cavalerie du général Conneau se rassemble. Il prend position, par la suite, face à une colonne ennemie signalée à Sallaumines. Le régiment cantonne à Aix-Noulette.
Le 4 octobre, la 3e division de cavalerie (3e D.C.) se positionne entre Liévin et Lens pour interdire les débouchés ennemis. Le 5e dragons occupe les abords de Petit-Vimy, où, dans la nuit, une attaque allemande prend par surprise l'infanterie de la 70e division voisine. L’intervention du capitaine Compagnon permet de rétablir la situation. Le 5 octobre, le régiment participe à une contre-attaque vers Bully-Grenay et cantonne près d’Hersin. Le 6, il tient une crête près d’Aix-Noulette et Bouvignies, et occupe des avant-postes dans les bois et aux abords du château de Noulette. L'objectif est de s'opposer à la progression ennemie.
Le 8 octobre, le 1er corps de cavalerie couvre le 21e corps d'armée. Le 5e dragons défend les ponts du canal de la Haute-Deûle, notamment à Billy-Berclau, contre une attaque ennemie lancée dans la nuit. L’engagement est intense autour du pont, défendu avec force par une poignée de fantassins commandés par le maréchal des logis Lepoivre. Le régiment, bien soutenu par l’artillerie et les cyclistes, repousse toutes les tentatives ennemies. Le 5e dragons est relevé le 9 et se replie sur Annequin, où il est rejoint par le 7e escadron venu en renfort de Saumur qui intègre l'unité.
Le 10 octobre, le régiment se trouve à Cambrin et couvre avec sa division la 13e D.I., sous un violent bombardement. Dans l’après-midi, il est redéployé sur Locon pour renforcer le flanc gauche de l’armée britannique. Le 11, la division se déplace vers La Gorgue et Pont-Riqueul. Le 12, elle bivouaque à la Rue-aux-Vaches, puis se réorganise le 13 à Boyeffles.
Le 14 octobre, le régiment participe à l’attaque de Riez-Bailleul, en liaison avec les troupes britanniques. Le terrain difficile (prairies, fossés, absence de couverture) ralentit la progression. Le 15, le village est pris après des combats rapprochés. Le 5e dragons établit une ligne d’avant-postes entre Estaires et La Bassée. Le 16 octobre, il prend part à la prise de Laventie aux côtés des cyclistes et des Anglais. Il est ensuite relevé et cantonne à La Fosse.
C’est à cette époque qu’est formé le groupe léger de la division, composé d’un escadron à pied par régiment, équipé comme l’infanterie. Le commandant de Vaucresson en prend la tête, avec le lieutenant du Colombier à la tête de l’escadron du 5e dragons. Dans les jours suivants, le régiment poursuit sa mission de liaison entre les armées anglaises, dans la région de Fromelles et Fournes.
Le 18 octobre, le régiment, cantonné à La Gorgue, n'est pas engagé. Le 19, les 1er et 2e escadrons sont détachés en soutien de batterie près de Fromelles. Le régiment bivouaque à proximité et, le 20 au matin, les 3e, 4e et 7e escadrons prennent position en avant de Pont-de-Pierre, entre le 21e dragons à droite et la 10e D. C. à gauche.
À 16 heures, une attaque allemande est repoussée grâce à l'artillerie de la 1re D. C. Le lendemain, la 13e B. D. et le 54e bataillon de chasseurs alpins subissent un intense bombardement avant de repousser une nouvelle attaque près de La Voirie-Fromelles. Dans la soirée, les 1er et 2e escadrons relèvent les 4e et 7e en première ligne. Le 3e escadron est relevé par les Anglais, qui ont pris le relais de la 10e D. C. Cependant, dans la nuit, les tranchées en avant de Fromelles sont évacuées par les Anglais. Le 1er et 2e escadrons, avec les cyclistes, se retrouvent dans une position délicate et reçoivent l'ordre de se replier. La 13e B. D. passe en soutien. Le régiment cantonne à Laventie.
Le 22 octobre, le régiment occupe des tranchées près de la ferme Delval, avant d'être relevé par le groupe léger de la 1re D. C. Le 5e dragons reste engagé le 23 à l'est de Picantin, en liaison avec une brigade écossaise à Rouges-Bancs. Vers 17 heures, deux compagnies du groupe léger de la 1re D. C. relèvent le régiment, qui part cantonner à Sailly-sur-la-Lys avant de se reposer à Merville. Le colonel Dauvé prend le commandement du secteur qu'il conserve jusqu'au 24 au soir. Bien que les pertes n'aient pas été lourdes, cette période fut difficile pour le régiment, marquant la fin des combats dans les marais au nord de Béthune, où la cavalerie française, malgré son armement insuffisant, parvint à repousser l'ennemi sur 10 kilomètres.
Les derniers jours d'octobre, le régiment reste au repos, d'abord à Merville puis à Steenvoorde, où hommes et chevaux récupèrent des fatigues subies. Le C. C. se prépare à s'engager en Belgique, où il n'était pas retourné depuis la retraite d'août. Les conditions de terrain y sont très difficiles, avec des chemins détrempés et des fondrières. Pendant les quinze jours suivants, le régiment se déplace de nuit sur des routes encombrées et impraticables, dans un va-et-vient continuel entre les monts des Cats, Rouge, Noir et Kemmel, à un rythme très soutenu.

##### novembre
Le 2 novembre, la 3e division de cavalerie (3e D.C.), reste en réserve à Brulooze. Le régiment quitte ce cantonnement durant la nuit pour Godewaersvelde, avant d’y revenir au petit matin afin d’y établir un bivouac.
Un détachement à pied, commandé par le capitaine Maës, est constitué à cette période et envoyé à Wulverghem. Il s’y établit jusqu’au 5 novembre pour appuyer le groupe léger et le groupe cycliste de la division, engagés dans les attaques contre Messines. Ce détachement subit des pertes : deux tués et trois blessés, dont le sous-lieutenant d’Yanville, détaché depuis peu à l’escadron du groupe léger.
Le 6 novembre, la 3e D.C. est relevée par la 1re division de cavalerie. Le régiment est cantonné à Boeschepe les 6 et 7 novembre, en position de réserve. Le 8, la division se déplace entre Locre et Dranoutre, toujours en réserve du corps de cavalerie (C.C.), engagé dans l’offensive contre Messines. Le soir même, le régiment retourne à Boeschepe, qu’il quitte le lendemain pour Hesken. Le 10 novembre au soir, il effectue une marche difficile de nuit vers le mont Rouge. Durant ces journées, les unités sont systématiquement ramenées le matin dans la région de Locre pour se maintenir en réserve.
Le 11 novembre, le 5e régiment de dragons est placé en réserve d'armée au sein du corps de cavalerie. Cependant, face à une offensive allemande intense dans le secteur d'Ypres, il est rapidement redéployé dans cette zone. Après un passage à Reninghelst, le régiment gagne Kruistraat, où les chevaux sont laissés à l’arrière.
Les cavaliers engagés comme fantassins, sous les ordres du colonel, traversent Ypres durant la nuit, sous une pluie battante et dans l’obscurité. La ville subit alors un bombardement intense par l’artillerie lourde allemande. Vers deux heures du matin, le 12 novembre, le régiment atteint l’étang de Zillebeke et y est placé en réserve. À six heures, il relève deux compagnies d’infanterie territoriale en première ligne, au nord-est de Zillebeke. Sous un feu soutenu, les hommes s’emploient à creuser des tranchées pour améliorer leur position défensive. À 22 heures, le régiment est relevé par un bataillon de chasseurs alpins.
Le 13 novembre, le régiment rejoint le corps de cavalerie dans la région de Reninghelst, avant d’être cantonné à Godewaersvelde. Le 14, il est de nouveau placé en réserve à Reninghelst, puis effectue une marche nocturne éprouvante vers Esquelbecq, où il reste stationné les 15 et 16 novembre. Ces déplacements successifs sans repos mettent les hommes à rude épreuve.
Le 17 novembre, le régiment, nouvellement équipé de baïonnettes, effectue un nouveau déplacement vers Reninghelst, avant de revenir à Esquelbecq au cours de la nuit, sans avoir été engagé dans les combats malgré une journée passée en réserve.
Le 18 novembre, le 5e régiment de dragons atteint Millam, près de Saint-Omer où il stationne jusqu'au 5 décembre. Les pelotons sont cantonnés, pour la plupart, dans les fermes environnantes pour se reposer.

##### décembre
Le 5 décembre 1914, le 5e régiment de dragons quitte la région de Saint-Omer. Il cantonne d'abord à Herbelles et Inghem, puis, en longeant la vallée de la Lys, atteint celle de la Canche. Le 6 décembre, il arrive à Vieil-Hesdin et Saint-Georges, où il établit ses cantonnements. Il y demeure jusqu’au 26 janvier 1915.

#### 1915
En février, le régiment est envoyé en Champagne, puis en mars pour les Vosges où il recevra l'inscription Vosges 1915 à son drapeau.
En mai, le 5e dragons se retrouve à Amiens, en juin en Artois où il reprend du service dans les tranchées.

#### 1916
Le régiment assure le même service dans les tranchées par détachement de 200 hommes.
Le colonel Massiat succède au colonel Dauve à la tête du régiment.

#### 1917
Le 19 mars, le 5e dragons gagne Noyon où il est employé en missions de découvertes dans la région Chauny-Tergnier puis, remis à pied, il reprend une nouvelle fois les tranchées dans le secteur de Coucy.
Le 15 août le lieutenant-colonel Bucant succède au colonel Massiat.

#### 1918
Jusqu’à fin mai, le régiment reste inactif dans des stationnements de repos.
Le 18 mars, nouveau changement de chef de corps, le lieutenant-colonel Letexerant prend le commandement du 5e dragons.
Le 28 mai, le régiment se porte, après une longue marche à cheval vers Meaux. Le 5e dragons met pied à terre à Mareuil et occupe Montigny.
Le 2 juin, il attaque à pied l’ennemi à Marizy et Passy-en-Valois cette attaque surprise, sans préparation d’artillerie, enraye la progression des troupes allemandes.
En juillet à Villesaint, les Allemands, qui avaient pris Dormans et Château-Thierry et avaient franchi la Marne, sont repoussés, après plusieurs contre-attaques, par des éléments à pied du 5e dragons.
Le 17 juillet, le régiment participe à la reprise d’Œuilly et au rejet de l’ennemi sur la Marne. La seconde bataille de la Marne est gagnée et l’inscription La Marne 1918 est ajoutée à l'étendard.
Les Allemands battant en retraite, c’est à quelques kilomètres de Nancy que le 5e dragons apprend la fin de la guerre le 11 novembre 1918.
Le 5e régiment de dragons, selon les clauses générales de l'armistice, entre dans le Palatinat le 6 décembre et cantonne à Pirmasens de décembre à janvier 1919, puis à Landau en février et Nierstein-Oppenheim sur le Rhin en juillet 1919, en septembre le régiment s’installe à Worms puis à Düsseldorf.

### Entre-deux-guerres

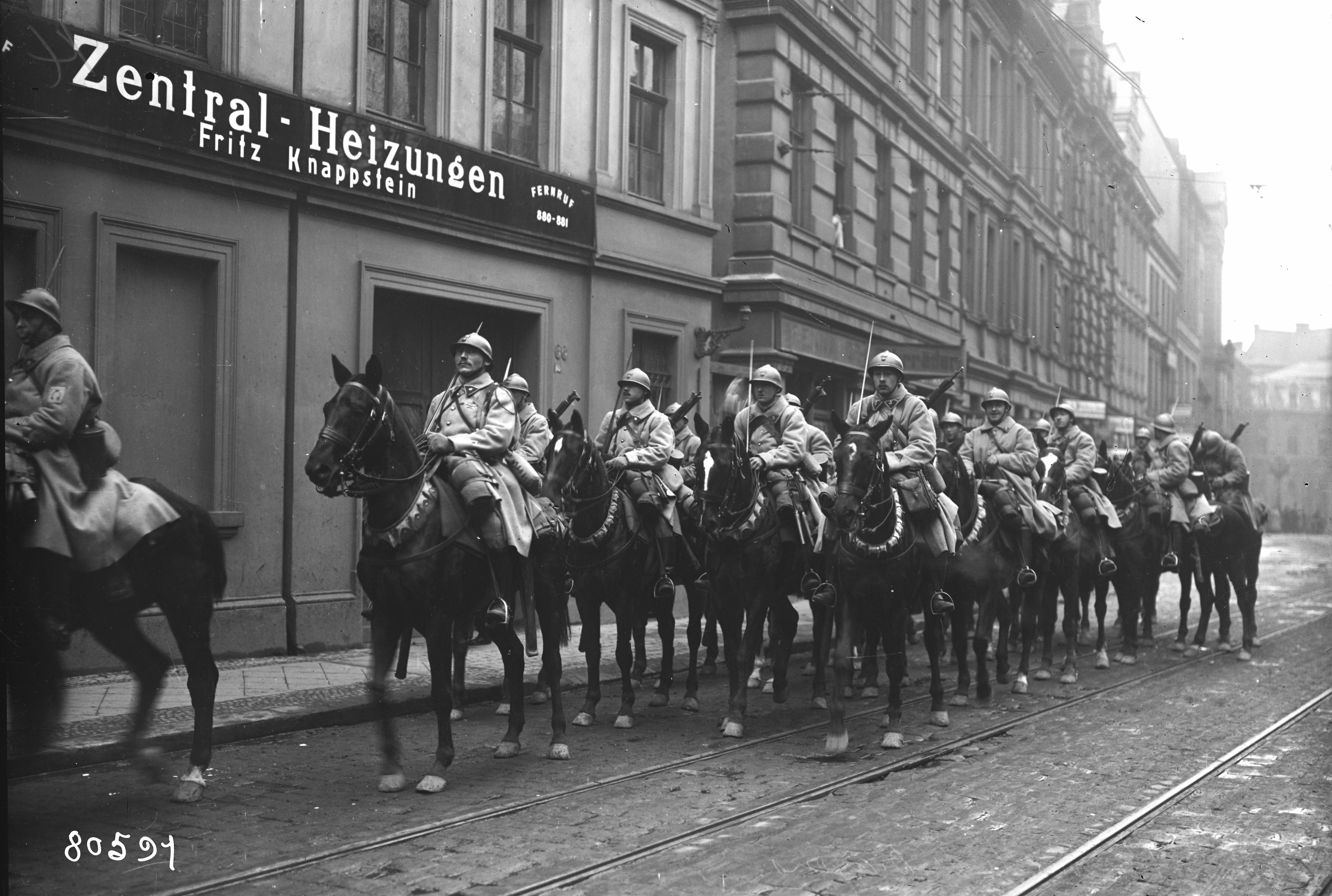
Patrouille du 5e dragons à Essen le 13 1 1923 pendant l'occupation de la Ruhr.

Pendant l'entre-deux-guerres, le régiment est rattaché à l'armée du Rhin. De 1919 à 1925, il occupe Worms puis Düsseldorf[réf. souhaitée]. En 1928, il stationne à Saint-Avold et à Düsseldorf. Il est dissous le 28 octobre 1928.

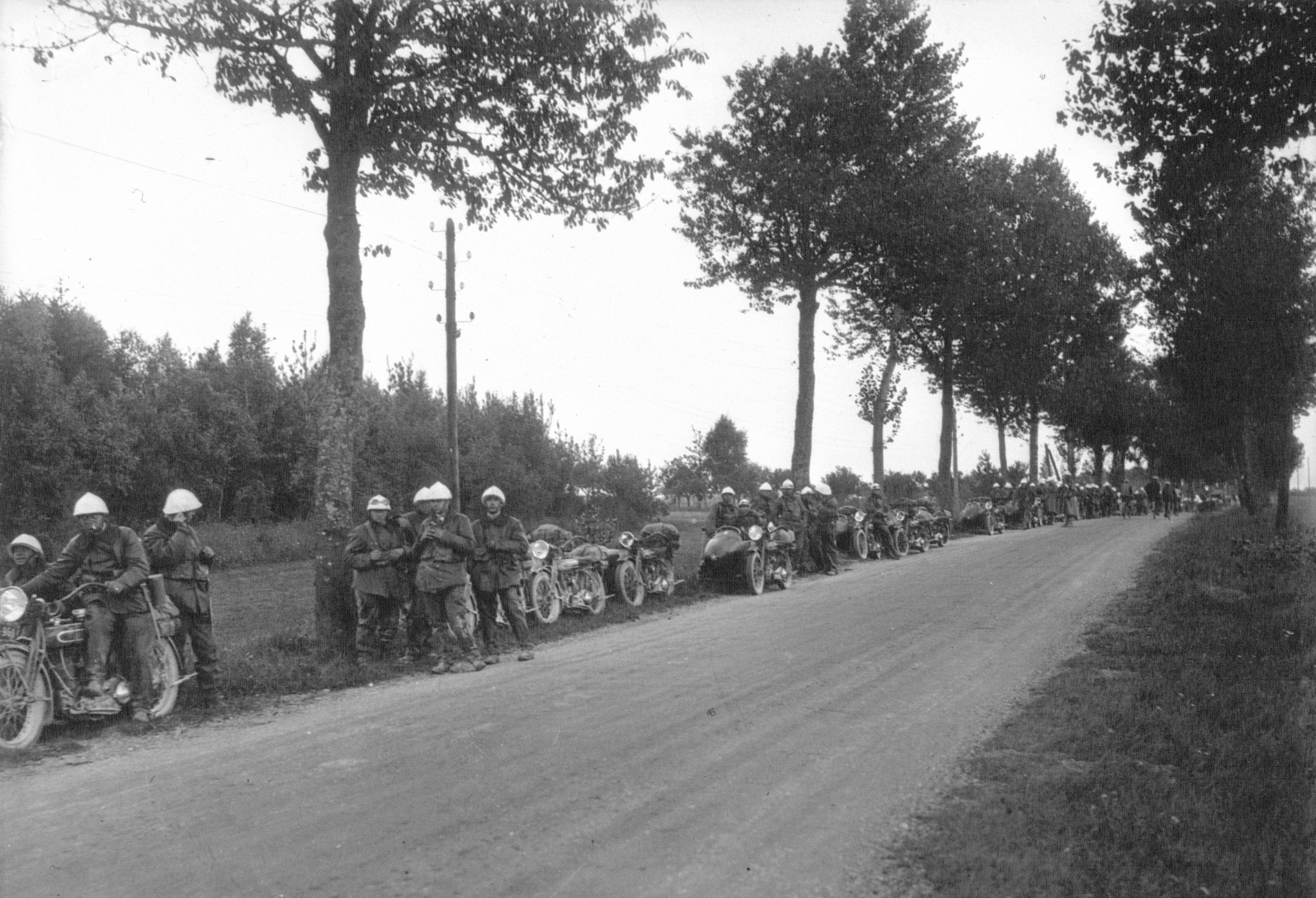
Motocyclistes du 5e BDP en 1930.

En 1929, le 5e bataillon de dragons portés est créé pour remplacer le 6e groupe de chasseurs cyclistes de la 5e division de cavalerie. En 1930, le 5e BDP est la première unité de cavalerie à recevoir un escadron motocycliste complet.

### Seconde Guerre mondiale

#### 1939-1940
À la mobilisation de 1939, le 5e bataillon de dragons portés fait partie de la 1re division de cavalerie et est envoyé le 27 août 1939 pour l’Aisne.
Le 1er décembre 1939, le 5e BDP devient un régiment, le 5e régiment de dragons portés. En février 1940, le 5e régiment de dragons portés constitue la 11e brigade légère mécanique (11e BLM) avec le 1er régiment d'automitrailleuses (1er RAM), la 11e BLM faisant partie de la nouvelle 1re division légère (puis division légère de cavalerie). Cette division doit participer à la manœuvre retardatrice en Ardenne en avant de la 9e armée dont elle dépend dans le cadre du plan Dyle en occupant d'abord la Meuse avec ses gros entre le Houx et Hastière, puis en poussant au-delà du fleuve, pour couvrir l'avance de l'armée.

#### Bataille de Belgique et de France
Le 10 mai il est à Revin, franchit la Meuse à Dinant et combat en Belgique jusqu’au 15 mai où il participe à l'engagement de Morville qui vaut à son étendard l’inscription La Meuse 1940. Fortement diminués, les éléments restants décrochent et vont se placer à 4 km d’Hirson puis se regroupent à Le Nouvion le 16 mai[réf. souhaitée].
Le 17 mai, il s’installe en point d’appui à Oisy[réf. souhaitée].
Le 18 mai, ce qui reste du régiment, 10 officiers, 130 brigadiers et dragons disposant chacun d'environ 5 cartouches, se replie sur Bohain. En cours de déplacement, ils sont interceptés par des blindés allemands. Après un dernier combat, leurs munitions épuisées, ces éléments sont faits prisonniers. Le train régimentaire parvient à se replier[réf. souhaitée].
Le régiment est reformé en juin 1940, notamment à partir du 17e groupe de reconnaissance de corps d'armée, dont le colonel prend d'ailleurs le commandement du nouveau 5e RDP. Il fait partie de la 4e division légère mécanique créée le 10 juin. Le régiment défend notamment l'Yonne le 15 juin avec le 1er RAM. Il combat jusqu'à l'armistice du 22 juin 1940 et rejoint La Souterraine, où il est dissous le 22 juillet 1940.
Il obtient la croix de guerre 1939-1945 et une citation à l'ordre de l'armée pour son action pendant la campagne de 1940.

#### Armée de Vichy

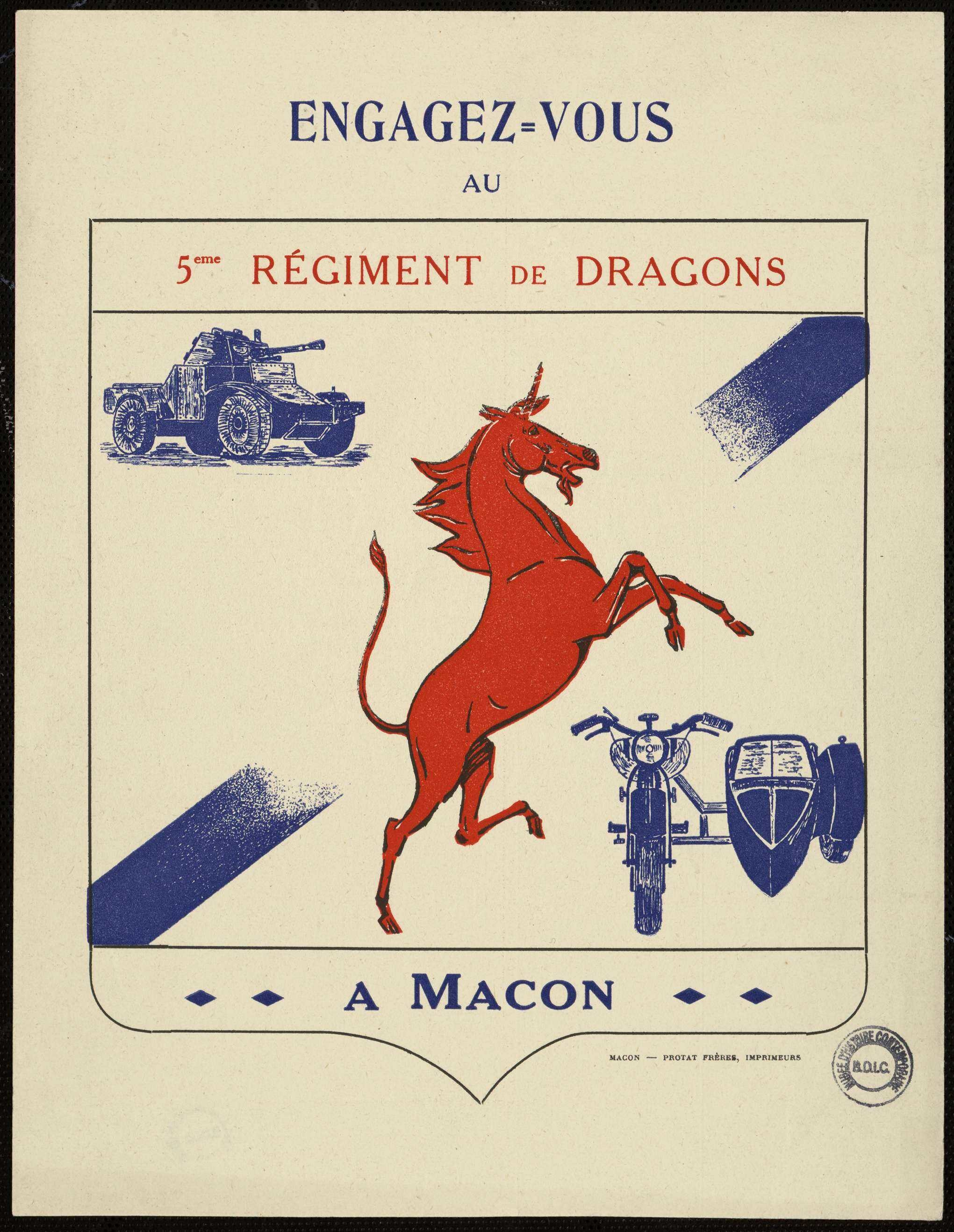
Affiche de recrutement pour le 5e dragons sous Vichy.

Au sein de l’armée d'armistice, le régiment est reformé à Mâcon le 1er septembre 1940, rassemblant des militaires du 5e RDP et du 1er RAM. Il est sous les ordres du colonel Watteau. Il forme le régiment de cavalerie attaché à la 7e division militaire (Bourg-en-Bresse). Un tel régiment regroupe deux escadrons montés, deux escadrons à cheval, trois escadrons cyclistes (équipés notamment de mitrailleuses et de mortiers de 81) et d'un escadron d'AMD Panhard 178 privées de canon antichar.
Le 14 novembre 1942, à la suite du débarquement allié en Afrique du Nord, le régiment est envoyé vers Toulon. Ce déplacement ne dure qu'une semaine. De retour à Mâcon, il est dissous le 27 novembre 1942 après l’invasion allemande de la zone libre et le sabordage de la flotte française à Toulon. L’étendard est soustrait aux Allemands et caché au château de Mérieu jusqu'à la Libération.

#### Résistance
Les cadres du régiment, dès leur démobilisation, forment la majorité de l'encadrement des maquis AS de Saône-et-Loire. Plusieurs sont arrêtés et déportés, dont le colonel Watteau. Les anciens dragons du 5e en résistance participent à la bataille de Cluny (11 août 1944) et à celle de Sennecey et à libération de Montceau-les-Mines et Autun. En souvenir de leur action, l'inscription Résistance Bourgogne 1944 est ajoutée à l’étendard du régiment en 1946.
En septembre 1944, des maquisards de l'Ain, des Hautes-Alpes, de l'Ardèche, de la Drôme, de l'Isère, de la Loire, du Rhône, de la Haute-Savoie et de la Savoie sont regroupés pour former la division alpine FFI. Un escadron de cavalerie est attaché à chacune des cinq demi-brigades de la division, et la division a également à disposition un groupe de reconnaissance divisionnaire (GRD) à deux escadrons. Bien qu'elles soient formellement des unités de cavalerie, les soldats des escadrons de reconnaissance n'ont ni blindés ni chevaux mais des vélos. Le 16 décembre 1944, la division alpine FFI est renommée 27e division alpine et début juillet 1945 ses escadrons de reconnaissance sont regroupés pour reformer le 5e régiment de dragons, toujours sans blindés. Il est réoganisé avec cinq escadrons : deux escadrons pour les deux demi-brigades de chasseurs alpins de la division, un escadron pour le 159e régiment d'infanterie alpine (RIA), un escadron pour le 99e RIA et un escadron hors-rang. En février, les escadrons sont regroupés pour aller relever le 2e bataillon du 99e RIA qui défend la vallée de l'Ubaye.
Du 22 au 25 avril 1945, il fait la reconquête du col de Larche. Renforcé d'un premier bataillon du 159e RIA et d'une compagnie du 99e RIA et soutenu par des tirs du 69e régiment d'artillerie et du 1er régiment d'artillerie coloniale, il déloge de leurs positions les troupes de reconnaissances de la 34. Infanterie-division allemande et une compagnie du 3e régiment de grenadiers de la République sociale italienne.
Le Lundi de Pâques 1945 à Chambéry, le général de Gaulle remet l'étendard au régiment[réf. nécessaire]. À partir de mai 1945, à Cognin et Aix-les-Bains puis dans le Jura à partir d'août 1945, le 5e dragons se transforme en vrai régiment blindée avec des chars, surtout des Hotchkiss H39 mais également des Cavalier, ainsi qu'avec des chenillettes Bren Carriers.
Début septembre 1945, il quitte ses cantonnements pour l’Autriche. Le 12, il s'installe à Dornbirn et Lustenau. Le 7 novembre, le PC régimentaire rejoint Reuthe et les escadrons Lermoos, Ehrwald et Mühl (Breitenwang). C'est là qu'il est dissous le 15 avril 1946. Ses personnels sont répartis sur la 25e DAP, l’École de cavalerie de Saumur et le 2e dragons, seul régiment de l’arme qui subsiste en Autriche[réf. nécessaire].

### De 1948 à 1964
Le 15 avril, le 5e régiment de dragons est reconstitué à Tarascon sous la forme d’un régiment de reconnaissance. En octobre, il reprend à Schwaz et Hall en Autriche les cantonnements du 2e dragons. En 1950, il perçoit les chars M24 Chaffee[réf. nécessaire].
En novembre 1953, le 5e dragons rentre en France et s’installe à Périgueux où il se transforme en régiment de chars moyens Sherman. Le 1er février 1955, le régiment devient un centre d'instruction au profit des unités engagées en Afrique française du Nord.
Le 5 septembre 1955, à partir de l’encadrement du 5e dragons, un bataillon d'infanterie est créé. Cette unité, stationnée dans un premier temps au camp du Ruchard, prend la dénomination de "bataillon de dragons 2/342" puis débarque à Casablanca le 10 octobre. Elle est ensuite en garnison dans la région est de Rabat. En janvier 1956, le 2/342 fait mouvement sur Touissit au sud d’Oujda pour assurer la protection de la frontière algéro-marocaine entre Oujda et Figuig. Le 1er mars, il devient « 21e régiment de dragons »[réf. nécessaire].
Le 5e dragons est dissous en 1964, devenant 5e régiment de chasseurs.

### De 1964 à 1978
Le 1er juin 1964, le 7e régiment de chasseurs d’Afrique à Friedrichshafen prend l’appellation de 5e régiment de dragons. Il est équipé de chars AMX 13 et AMX SS 11[réf. souhaitée]. En 1968, il tient garnison à Tübingen. Rattaché à la 5e brigade mécanisée (3e division blindée), il partage ses quartiers avec le 24e groupe de chasseurs[réf. nécessaire] jusqu'au 31 août 1978 où il est dissous.

### De 1978 à 2003
Le 5e régiment de dragons est recréé le 1er septembre 1978 par changement de nom du 30e régiment de dragons. Stationné au Valdahon, il est un des régiments de chars de la 7e division blindée.
En 1991, il dispose de 190 véhicules, dont 52 chars AMX-30B2 et trois dépanneuses AMX-30D. L'escadron d'éclairage divisionnaire (51 véhicules non blindés) est également rattaché au régiment.
En juillet 1994, la réorganisation de l'Armée de terre place le régiment au sein de la 27e division d'infanterie de montagne. Il devient donc le régiment blindé de la division dont le PC est à Grenoble et retrouve le domaine de la montagne, qu'il avait connu en 1945 aux côtés de la 27e DA.
Ses escadrons seront engagés pour des missions de paix de l’O.N.U. au Liban, en Bosnie et aussi pour d’autres missions outre-mer dont la Guadeloupe[réf. souhaitée].
Dans le cadre de la réorganisation de l’Armée de terre, le 5e régiment de dragons est dissous au Valdahon le 30 juin 2003.

### Depuis 2016
Entre 2009 et 2016, le centre d'entraînement au combat (CENTAC) fut dépositaire de ses traditions. À la recréation du 5e régiment de dragons, le CENTAC devient dépositaire des traditions du 1er bataillon de chasseurs.
Dans le cadre de la remontée en puissance de l'Armée de terre, modèle «Au contact», qui exige plus d'effectifs et surtout des régiments plus puissants et mieux entraînés (format « Scorpion »), le 5e régiment de dragons est recréé, en juillet 2016, comme régiment blindé à dimension interarmes et préfigurateur Scorpion. Il devient un régiment des forces projetable qui a, de plus, les missions d'entraînement comme force d’opposition (FOROPS) au profit de l'ensemble des unités de l'Armée de terre. Rattaché à la 7e brigade blindée de la 1re division, il est organisé en 9 unités élémentaires :
- 1 escadron de commandement et de logistique (ECL) ;
- 3 escadrons blindés sur chars Leclerc et VBL ;
- 2 compagnies d'infanterie sur VBCI ;
- 1 compagnie d'appui mixte (génie et artillerie) sur VAB et PVP ;
- 1 escadron de reconnaissance et d'intervention (ERI) sur VBL ;

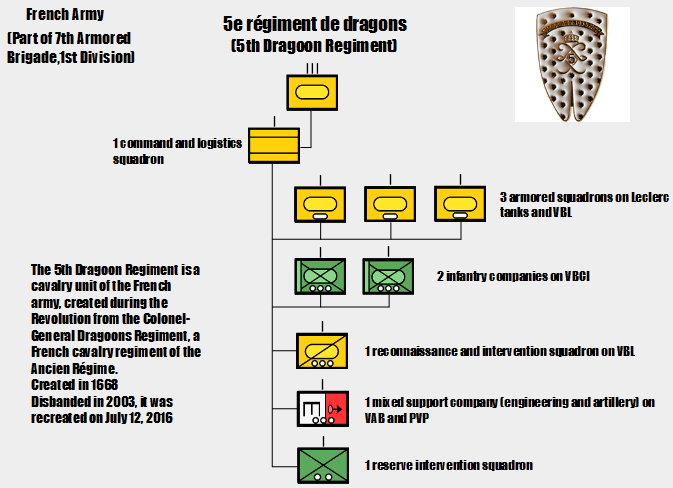
Organisation du 5e régiment de dragons

- 1 escadron d'intervention de réserve.

### 2023
EN déploiement dans le cadre de la Mission Aigle en Roumanie.

## Chefs de corps
Colonels-généraux à partir de 1668

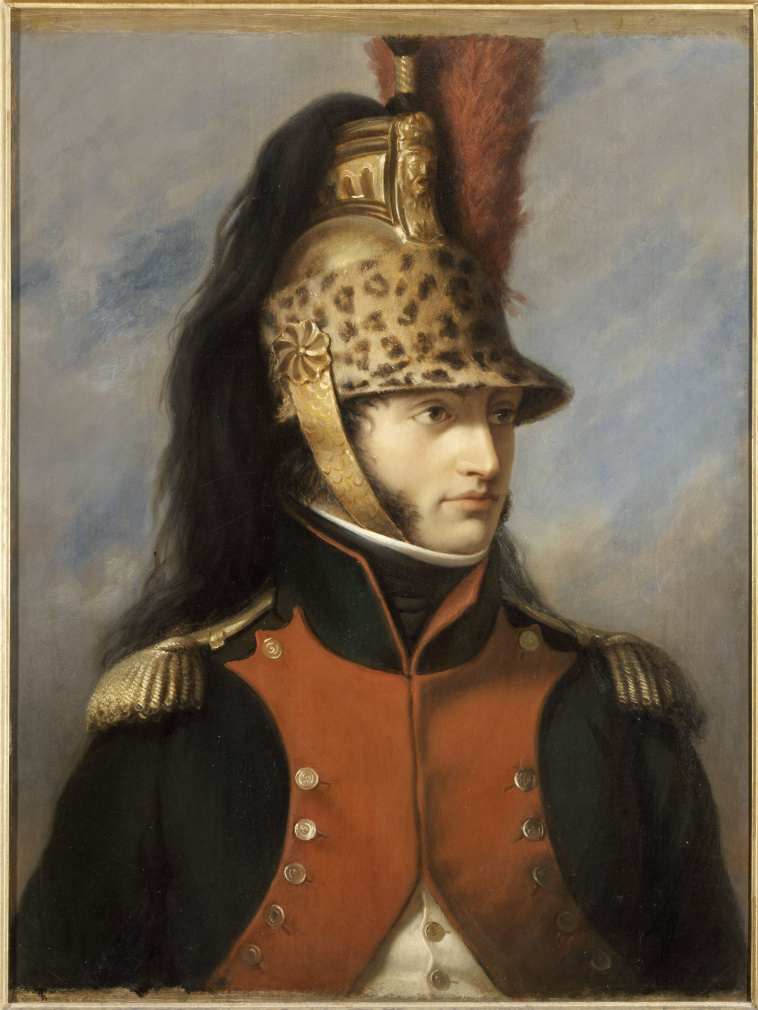
Louis Bonaparte, dans son uniforme de colonel du 5e régiment de dragons.

| - 1668 : Antonin Nompar de Caumont de Puyguilhem, duc de Lauzun - 1669 : Nicolas d'Argouges, marquis de Rannes - 1674 : marquis de Filladet - 1678 : Louis-François de Boufflers[réf. souhaitée] - 1692 : René de Froulay de Tessé, comte de Tessé - 1703 : Antoine de Gramont, duc de Guiche - 1704 : François de Franquetot de Coigny, duc de Coigny | - 1734 : Jean Antoine François de Franquetot, comte de Coigny - 1748 : François de Franquetot de Coigny, duc de Coigny (pour la seconde fois, à la place de son frère tué en duel) - 1754 : Marie-Charles-Louis d'Albert de Luynes, duc de Chevreuse - 1771 : François Henri de Franquetot de Coigny, duc de Coigny - 1783 : Louis-Joseph-Charles-Amable d'Albert de Luynes, duc de Luynes |

Mestres de camp-commandants et colonels
| - 1671 : Gabriel de Cassagnet, marquis de Tilladet - 1681 : Balthazar Phélypeaux de Châteauneuf, comte de Saint Florentin - 1692 : N. de Saint Mars - 1694 : N. Moret de Bournonville. - 1702 : Charles Legendre de Berville - 1719 : Claude Antoine de Préval - 1727 : Jean Toussaint de La Pierre, marquis de Frémeur - 1744 : Gédéon Marie Léopold, marquis de Goyon - 1748 : Charles Marie Léopold, comte de Dunois - 1758 : Marie Jean Louis Riquet, chevalier de Caraman - 1769 : Louis-Joseph-Charles-Amable d'Albert de Luynes, duc de Luynes - 1771 : Jean-Philippe de Franquetot, chevalier de Coigny - 1780 : Jean Jacob, baron de Coëhorn - 1784 : Antoine Louis de La Vieuville, marquis de Wignacourt - 1786 : Hugues Hyacinthe-Timoléon, duc de Brissac - 1788 : Pierre Charles, comte de Seuil - 1791 : Joachim Charton - 1792 : Auguste Marie Henri Picot, marquis de Dampierre - 1793 : Pierre Joseph Le Cler, dit Verdet - 1796 : Jean Baptiste Milhaud - 1800 : Louis Bonaparte | - 1803 : Ythier Sylvain Pryvé - 1804 : Jacques Nicolas, baron Lacour - 1808 : Louis Ernest Joseph, comte de Sparre - 1812 : Jean-Baptiste Louis Morin - 1815 : Canavas de Saint-Amand - 1815 : Charles-Philippe Leopold, baron von Leopold - 1815 : Borie de Vintimille - 1816 : Calvières - 1818-1830 : d'Hanache - 1830-1833 : Lafitte - 1833-1843 : Koenig - 1843-1851 : Solliers - 1851-1860 : Cardon de La Place - 1860-1869 : Sillègue - 1869-1870 : Eugène - 1870-1871 : d'Ussel - 1871-1873 : Brouchard - 1873-1875 : Forceville - 1875-1879 : Lenez Cotty de Brecourt - 1879-1885 : Jacquemin - 1885-1887 : Robert - 1887-1894 : Laurens de Waru - 1894-1900 : Cuny |

Chefs de corps
| - 1900-1903 : Colonel Villiers - 1903-1906 : Colonel Granier de Cassagnac - 1906-1907 : Colonel Gallet - 1907-1910 : Colonel Bourdériat - 1910-1914 : Colonel de Lallemand du Marais - 1914-1916 : Colonel Dauve - 1916-1917 : Colonel Maissiat - 1917-1918 : Colonel Bucant - 1918-1920 : Colonel Letixerant - 1920-1921 : Colonel Morgon - 1921-1923 : Colonel Herbillon - 1923-1925 : Colonel Villemont - 1925-1929 : Colonel Wallace - 1929 : Colonel de Causans - 1934-1938 : Colonel Billard de Saint-Laumer - 1938-1940 : Colonel Durand de Villers, mort au combat - 1940 : Colonel Chavannes de Dalmassy - 1940 : Colonel Brousset - 1940-1942 : Colonel Watteau - 1944-1945 : chef d'escadrons de La Carte de La Ferté-Sénectère - 1945: chef d'escadron de Legge de Keplean - 1945-1946 : lieutenant-colonel de Coulanges - 1948-1951 : Colonel d'Origny - 1951-1952 : Colonel Dewatre - 1952-1954 : Colonel Brute de Remur - 1954-1957 : Colonel Jouslin de Noray - 1957-1959 : Colonel Lavigne - 1959-1961 : Colonel de Chasteignier - 1961-1964 : Colonel Ceroni - 1964-1966 : Colonel Duplay | - 1966-1968 : Colonel Gilliot - 1968-1970 : Colonel Martin - 1970-1972 : Colonel Ract-Madoux - 1972-1974 : Colonel de La Follye de Joux - 1974-1975 : Colonel Pichot - 1975-1977 : Colonel Chaix - 1977-1978 : Colonel Morin - 1978-1979 : Colonel Allard - 1979-1981 : Colonel Charpy - 1981-1983 : Colonel Toujouse - 1983-1985 : Colonel d'Hérouville - 1985-1987 : Colonel MILLIER - 1987-1989 : Colonel LEDEUIL - 1989-1991 : Colonel SAULAIS - 1991-1993 : Colonel BOYER - 1993-1995 : Colonel LEDUC - 1995-1997 : Colonel de Quatrebarbes - 1997-1999 : Colonel de La Bretoigne - 1999-2001 : Colonel MARTIAL - 2001-2003 : Colonel ESPARBES - 2009-2011 : Colonel DUTRONCY (CENTAC-5eRD) - 2011-2013 : Colonel FAIVRE(CENTAC-5eRD) - 2013-2015 : Colonel SICARD (CENTAC-5eRD) - 2015-2016 : lieutenant-colonel BENQUET (CENTAC-5e RD) - 2016-2018 : Colonel PATTIER (5e RD) - 2018-2020 : Colonel de Fontanges, - 2020-2022 : Colonel MARTIN, - 2022-2024: Colonel BUR - 2024-: Colonel DENECHAUD |  |

## Devise
Victoria pinget (La victoire l’ennoblit).

## Étendard
Il porte, cousues en lettres d'or dans ses plis, les inscriptions suivantes :
- Valmy 1792
- Wattignies 1793
- Arcole 1796
- Austerlitz 1805
- Eylau 1807
- L'Ourcq 1914
- Vosges 1915 (traditions du 6e groupe de chasseurs cyclistes)
- La Marne 1918
- La Meuse 1940
- Résistance Bourgogne 1944

## Décorations
Sa cravate est décorée :
- Décoré de la croix de guerre 1914-1918, avec 3 palmes[15] et 2 étoiles d'argent (distinctions du 6e chasseurs cyclistes)[réf. nécessaire].
- Décoré de la croix de guerre 1939-1945, avec 1 palme[15].
- Fourragère aux couleurs du ruban de la croix de guerre 14-18[15].

## Insignes
Le premier insigne est conçu en 1929 par le capitaine Lemaire[réf. souhaitée] mais n'est produit qu'à partir de 1932. Il représente une "étoile d'azur entretenue dans un chiffre 5géant d'ivoire - insigne entièrement émaillé et détouré". L'étoile est l'insigne des dragons portés, et les couleurs celles du dolman bleu (azur) à parements blancs (ivoire) portés par les dragons de 1868 à 1914.
L'insigne de 1936 reprend la symbolique, un écusson azur, soutenu par deux dragons, étant chargé de l'étoile et du chiffre cinq. En 1939, le régiment adopte un insigne différent sur ses véhicules, un V (chiffre romain 5 et initiale du chef de corps, le lieutenant-colonel de Villiers) dans un cercle.
Les insignes suivants, à partir de celui de 1941, reprennent les armes de Lauzun, le premier colonel général : tiercé en bande d'or, de gueules et d'azur.
L'insigne de 1965 montre le casque modèle 1874 des dragons, avec une crinire allongée portant le chiffre 5 dans le monogramme de Louis XIV et, en bordure, la date 1668.
Depuis l'été 2016, un nouvel insigne a été créé, il reprend le guidon blanc du colonel général des Dragons. La devise du premier Colonel Général, le Duc de Lauzun, y est inscrite : Victoria pinget, traduite en français par "La victoire l'embellit".

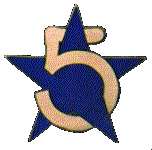
1929
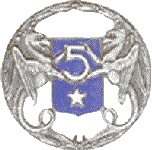
1936
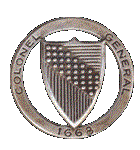
1945
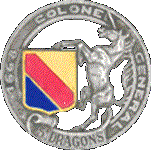
1948
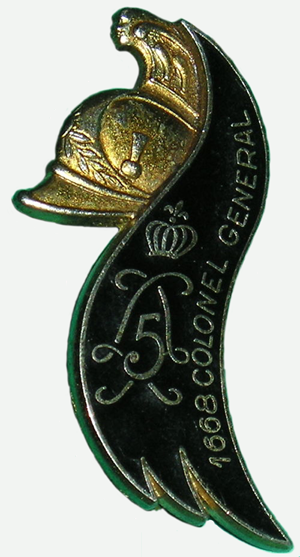
1965
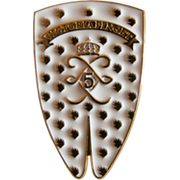
2016

## Personnalités ayant servi au5eRD
- Pierre Dufour d'Astafort, cavalier, est sous-lieutenant au 5e dragons en 1907.
- Gaston Bachelard, philosophe, combat au 5e dragons de 1915 à 1917
- Antoine Beaudemoulin, général et chef de la maison militaire du président de la République, chef d'escadron au 5e dragons en 1899.
- Louis Bonaparte, frère de Napoléon, colonel du 5e dragons en 1803.
- Jean-Baptiste Bory de Saint-Vincent (1778-1846), naturaliste et géographe, capitaine au 5e dragons sous l'Empire.
- Jean Louis André Bourbier, colonel sous l'Empire, sous-lieutenant au 5e dragons en 1792.
- Frédéric Edmond Bourdériat, général de division, est colonel au 5e dragons en 1907.
- Pierre-Eugène Bourgin, officier et poète, affecté au 5e dragons en 1948.
- François-Joseph Cazin, médecin, chirurgien au 5e dragons en 1809 et 1811.
- Charles Athanase Marie de Charette de La Contrie (1796-1848), pair de France, lieutenant-colonel au 5e RD (30 décembre 1827).
- Joachim Charton, général de la Révolution, chef de brigade en 1791
- Édouard Corniglion-Molinier, général d'aviation et ministre, fut affecté au régiment en 1915 avant de passer dans l'aviation.
- Jacques Charles Dubois dit Dubois-Thainville, général de l'Empire, major (puis colonel) au 5e dragons en 1797 .
- Georges de la Ferté-Sénectère, général et résistant, officier au 5e dragons en 1940-1942
- Théodore de Foudras, écrivain cynégétique (1800-1872) a été officier aux Dragons de l'Hérault de 1816 à 1819 ; il peint son portrait de jeune officier dans sa nouvelle Paquita ; garnison Carcassonne, Libourne.
- Louis Granier de Cassagnac, général, colonel du 5e dragons en 1903.
- Georges Philippe Jacquemin, général, colonel du 5e dragons en 1879.
- Anne-Charles Lebrun, général de l'Empire, lieutenant au 5e dragons en 1798.
- Le capitaine Antoine Albert Liénard de Saint-Delis (1840-1881), père des artistes peintres René et Henri de Saint-Delis.
- Barthélémy Louis Joseph Lebrun, général sous le Second Empire, capitaine au 5e dragons sous Louis-Philippe.
- Armand Lebrun de La Houssaye, général de l'Empire, sous-lieutenant au 5e dragons en 1792.
- Alexandre Lebrun de Plaisance, colonel de l'Empire, sous-lieutenant au 5e dragons en 1799
- Charles Lefebvre-Desnouettes (1733-1822), général de l'Empire, lieutenant au 5e dragons en 1793.
- Philippe Lichtenstein, officier d'ordonnance des Présidents Grévy et Sadi Carnot, engagé au 5e dragons en 1855.
- Henri Jean Baptiste de Marguerye (1783-1741) alors engagé volontaire
- Guy de Marin de Montmarin, général, commandant le 5e dragons portés de 1925 à 1929
- Jean-Baptiste Charles Mas de Polart, général de l'Empire, sous-lieutenant au 5e dragons en 1792.
- Claude François de Méneval, secrétaire de l'Empereur, conscrit au 5e dragons en 1799.
- Jean Gabriel Marie Merlhes, général de l'Empire, chef d'escadron en 1803.
- Jean-Baptiste Louis Morin, général de l'Empire, commandant le 5e dragons en 1812
- Robert Petiet, général et inspecteur de la cavalerie, commande le 3e escadron de 1914 à 1917.
- Auguste Marie Henri Picot de Dampierre, général de la Révolution, colonel au 5e dragons en 1793
- René Prioux, général d'armée, est affecté au 5e dragons en 1918.
- Paul Rivière, homme politique, effectue son service militaire au 5e dragons portés en 1933-1934.
- Jean-Baptiste Saviot, général de l'Empire, major du 5e dragons en 1807.
- Louis Ernest Joseph Sparre, général de l'Empire, colonel du 5e dragons en 1808.
- Gustave de Surian, plus jeune commandant de son époque, au 5e dragons en 1915.
- Albert Uderzo, célèbre dessinateur des albums d'Astérix (entre autres), a effectué son service militaire au 5e régiment de dragons à Schwaz de 1948 à 1949.

## Sources et bibliographies
- Julie Ludmann et Pierre-Yves Nicolas, 5e Régiment de Dragons, Projection, forces d'opposition, expérimentations, Military-Photo-Report, 52 p. (ISBN 978-1388672584).
- Historiques des corps de troupe de l'armée française (1569-1900), Ministère de la Guerre, Paris, Berger-Levrault, 1900 (lire en ligne), p. 490-491.
- général Andolenko, Recueil d'historique de l'arme blindée et de la cavalerie, Paris, Eurimprim, 1968.
- général Suzane, Histoire de la cavalerie française, Paris, Dumaine, 1874, 3 volumes.
- « 5dragonsh », sur free.fr via Wikiwix (consulté le 9 décembre 2023).
- Historique succinct par le Lt colonel (H) Henri Azema et la participation du Lt colonel (ER) Guy Besson.
- 5e Régiment de dragons. Historique de la campagne 1914-1918, Paris, H. Charles-Lavauzelle, 1920, 78 p., lire en ligne sur Gallica.
- Journal de marche et des opérations du 5e régiment de dragons
- SIRPA Terre, Encyclopédie de l'armée de terre, vol. 6, t. L'arme blindée-cavalerie, l'aviation légère de l'armée de terre, Hachette, 1991 (ISBN 2-245-02611-X, 978-2-245-02611-3 et 2-245-02617-9, OCLC 463434779).
- Guy Penaud, Le grand livre de Périgueux, Périgueux, Éditions de la Lauze, mars 2003, 601 p. (ISBN 2-912032-50-4), p. 120.